# کریم الکرم
کریم الکرم (انگلیسی: Karim El-Kerem؛ زادهٔ ۲ نوامبر ۱۹۸۷) بازیگر آمریکایی-اسپانیایی است. وی از سال ۲۰۰۷ میلادی تاکنون مشغول فعالیت بوده است.
از فیلم‌هایی که وی در آن‌ها نقش داشته است، می‌توان به ملکه جنوب، فیزیک یا شیمی و نابکاران آسوده نخواهند ماند اشاره نمود.